# Ildikó Újlaky-Rejtő
Ildikó Újlaky-Rejtő, född den 11 maj 1937 i Budapest, Ungern, är en ungersk fäktare som tog OS-brons i damernas lagtävling i florett i samband med de olympiska fäktningstävlingarna 1976 i Montréal.